# ساسانسرا
ساسانسرا، روستایی از توابع بخش مرکزی شهرستان رضوان‌شهر در استان گیلان ایران است.

## جمعیت
این روستا در دهستان گیل دولاب قرار دارد و براساس سرشماری مرکز آمار ایران در سال ۱۳۸۵، جمعیت آن ۴۵۰ نفر (۱۲۸خانوار) بوده‌است.
مردم این روستا به زبان گیلکی تکلم میکنند .